# Jüdischer Friedhof (Südlohn)
Der Jüdische Friedhof Südlohn befindet sich in der Gemeinde Südlohn im Kreis Borken in Nordrhein-Westfalen.
Auf dem Friedhof an der Landesstraße L 572, Ortsausfahrt Richtung Borken, sind ca. zehn Grabsteine erhalten.

## Geschichte
Der Friedhof wurde von 1857 bis zum Jahr 1935 belegt. Insgesamt fanden 19 Beerdigungen statt. Im Jahr 1942 wurden Grabsteine zerschlagen und beseitigt. Der Friedhof wurde 1945 wieder hergerichtet, in der Folgezeit aber mehrfach geschändet. 2004 wurde eine Stele zur Erinnerung an Jeanette Wolff errichtet; ihre Vorfahren stammen aus Südlohn.